# دلمیا
دلمیا (انگلیسی: DELMIA) که مخفف کلمات Digital Enterprise Lean Manufacturing Interactive Application است، یک نرم‌افزار مهندسی و طراحی قدرتمند در زمینه طراحی رایانه ای کارخانجات و واحدهای تولیدی است. این نرم‌افزار توسط شرکت فرانسوی داسو سیستمز که بیشتر به خاطر طراحی نرم‌افزار کتیا شناخته شده‌است، طراحی و تولید شده‌است.